# بخش کوریا
بخش کوریا (به انگلیسی: Koriya district) یک منطقهٔ مسکونی در هند است که در Surguja Division واقع شده‌است. بخش کوریا ۶٬۶۰۴ کیلومتر مربع مساحت و ۶۵۸٬۹۱۷ نفر جمعیت دارد.